# N.D. Stevenson
Nate Diana « N. D. » Stevenson, né le 31 décembre 1991 à Columbia, en Caroline du Sud, est un auteur de bande dessinée, scénariste et producteur américain. Il est le créateur, showrunner et producteur exécutif de la série d'animation She-Ra et les Princesses au pouvoir qui est diffusée de 2018 à 2020. Il est également connu pour le webcomic de fantasy Nimona et son travail sur la série de bandes dessinées Lumberjanes.
Le travail de Stevenson a remporté plusieurs Prix Eisner ainsi qu'un Daytime Emmy Award et un GLAAD Media Award. Stevenson est non binaire et a écrit sur le fait d'être transgenre dans des œuvres telles que The Fire Never Goes Out.

## Jeunesse
Nate Stevenson est né le 31 décembre 1991 à Columbia, en Caroline du Sud, de Diana et Hal Stevenson,,. Il est le troisième de cinq frères et sœurs.
Stevenson est scolarisé à la maison avant de fréquenter le lycée A.C. Flora. Au cours de sa dernière année, il crée des livres d'images et remporte un prix local dans la catégorie Visual Literacy Book Production.

## Carrière

### Éducation etNimona
Nate Stevenson fréquente le Maryland Institute College of Art et obtient son diplôme en 2013,. Là-bas, il se fait connaître en tant qu’artiste de fan-art sous le nom de "gingerhaze" pour ses personnages du Seigneur des anneaux. Il crée également la couverture du roman Fangirl de Rainbow Rowell, publié en 2013.
Au cours de sa première année, il crée son personnage bientôt populaire Nimona dans le cadre d'un devoir dans l'une de ses classes. À la mi-2012, Stevenson a commencé à créer un webcomic autour du personnage, appelé lui-aussi Nimona, et a rapidement signé avec un agent littéraire qui a trouvé le webcomic en ligne. L'agent l'a aidé à signer avec HarperCollins pour publier Nimona sous forme de roman graphique. Il a aussi présenté Nimona comme son sujet de thèse en 2012. Pour son travail sur Nimona, Stevenson remporte le prix Cartoonist Studio 2012 du magazine Slate pour le meilleur webcomic de l'année et le prix Eisner 2016 du meilleur album graphique (réimpression). Stevenson est également nommé finaliste du National Book Award 2015 pour la version roman graphique de Nimona. Il a déclaré que la capacité de créer des bandes dessinées par lui-même et de créer Nimona était ce qui lui avait valu un « travail de scénariste dans l'animation », lui ouvrant la porte du monde de l'animation.
Pendant l’été 2012, Stevenson effectue un stage chez Boom! Studios, une maison d'édition de comics à Los Angeles.

### Lumberjaneset Marvel Comics
Après avoir obtenu son diplôme en 2013, Stevenson retourne à Boom! Studios pour aider à développer et éventuellement écrire Lumberjanes. Lumberjanes a remporté les prix Eisner de la meilleure nouvelle série et de la meilleure publication pour adolescents en 2015.
En 2015, Stevenson écrit pour Marvel Comics sur les comics Thor Annual, et Runaways,.

### She-Raet autres séries d’animation
Stevenson fait partie de l'équipe de rédaction de la série d'animation Wander Over Yonder de Disney dès la saison 2, en 2015.
N.D. Stevenson est par la suite le créateur et producteur exécutif de la série d'animation She-Ra et les Princesses au pouvoir de DreamWorks Animation sur Netflix, qui a duré cinq saisons de 2018 à 2020,. She-Ra a été acclamé par la critique, avec des éloges particuliers pour sa distribution diversifiée et la relation complexe entre She-Ra et sa meilleure amie devenue ennemi jurée Catra. En 2019, la série a été nommée pour un GLAAD Media Award pour « Programmation exceptionnelle pour les enfants et la famille », ainsi qu'un Daytime Emmy Award lors de la 46e édition des Daytime Emmy Awards. En 2021, la série était à égalité avec First Day lorsqu'elle a remporté le prix GLAAD Media Award « Programmation exceptionnelle pour les enfants et la famille »,,,.

### Autres travaux
Stevenson a travaillé sur des illustrations indépendantes pour Random House, St. Martin's Press et Label Magazine. Il a également travaillé avec Ryan North sur son livre To Be or Not to Be (2013), un livre dont vous êtes le héros basé sur Hamlet de Shakespeare.
En 2017, Stevenson est apparu dans deux épisodes de la première campagne de Critical Role en tant que Tova. Il est ensuite apparu dans trois épisodes indépendants de Critical Role entre 2017 et 2022 en tant que lui-même, Tova et Peter Pan,,. Son personnage Tova sera présenté dans une prochaine ligne de figurines Critical Role par WizKids.
Son recueil autobiographique de dessins et de texte, The Fire Never Goes Out, a été publié en mars 2020. La critique du New Yorker l'a décrit comme « une sorte de mémoire..., une histoire de coming-out, une histoire d'amour, une histoire de triomphe professionnel rapide et désorientant, et une histoire sur la santé mentale et la maladie, montrant le jeune artiste figurant ce qu'[il] doit faire, d'abord pour faire de l'art et ensuite pour se aller mieux ».
En octobre 2021, Stevenson a lancé un Substack intitulé I'm Fine I'm Fine Just Understand qui explorer des sujets tels que la santé mentale, l'identité de genre, et plus encore, avec une parte premium réservée aux abonnés donnant accès à des bandes dessinées qui "reflètent des sujets plus personnels / sensibles.",
Le 4 février 2022, Stevenson a publié une bande dessinée de fan du Livre de Boba Fett intitulée This Place Was Home sur Twitter,.

## Vie privée
Stevenson a épousé sa collègue dessinatrice Molly Ostertag en septembre 2019. Il a commencé à travailler sur She-Ra et les Princesses au pouvoir en même temps qu'il a commencé à sortir avec Ostertag, qui a eu une influence sur la série "dès le début", en proposant un retournement de situation majeur de l'intrigue dans la dernière saison de la série.
En juillet 2020, Stevenson annonce qu'il est « non binaire, ou quelque chose comme ça », et qu’il utilise tous les pronoms personnels. En novembre 2020, Stevenson publie une bande dessinée sur sa torsoplastie. Le 31 mars 2021, Journée internationale de visibilité transgenre, Stevenson déclare qu'il est transmasculin et bigenre.
Le 11 octobre 2020, Journée nationale du coming out, Stevenson écrit et illustre son histoire de coming out pour le magazine Oprah (en). Il y décrit son parcours vers l'acceptation de soi, sa « bataille contre l'essentialisme de genre de [son] éducation évangélique », et a déclaré qu'il était devenu athée à l'âge de 23 ans.
Dans une interview d'août 2020, Stevenson révèle qu'il est bipolaire. En février 2021, il mentionne avoir un TDAH dans une interview et explique son impact sur son travail et sa vie pendant la pandémie de COVID-19.
En août 2021, Stevenson change son prénom en ND, comme l'ont noté CBR, Out Magazine, ComicsBeat, Xtra Magazine et Bleeding Cool,,,,. En octobre 2021, Stevenson déclare qu'il « devient de plus en plus conscient du besoin pratique d'un nouveau [prénom] moins genré ... en ce moment, je n'ai pas vraiment l'impression d'en avoir un ». Le 30 juin 2022, Stevenson annonce qu'il a choisi le nom de Nate, qu'il utilisait en privé depuis 2021, tout en étant appelé "N.D. Stevenson" professionnellement, et déclare utiliser le pronom "il". Il a également déclaré qu'il acceptait "Indy" comme surnom .

### Romans graphiques
- Nimona (HarperCollins, 2015)
- The Fire Never Goes Out: A Memoir in Pictures (HarperCollins, 2020)

### BOOM! Studios
- "The Sweater Bandit" (dans Adventure Time with Fionna & Cake #1, janvier 2013, compilé dans Volume 1: Mathemagical Edition, 160 pages, 2013)
- "Desert Treasure" (dans Adventure Time 2013 Summer Special, 2013)
- Lumberjanes #1–17 (avril 2014–août 2015)
  - Volume 1: Beware the Kitten Holy (collects #1–4, scénariste avec Grace Ellis et Brooke Allen, 128 pages, 2015)
  - Volume 2: Friendship to the Max (collects #5–8, scénariste avec Grace Ellis et Brooke Allen, 112 pages, 2015)
  - Volume 3: A Terrible Plan (collects #9–12, scénariste avec Shannon Watters et Carolyn Nowak, 112 pages, 2016)
  - Volume 4: Out of Time (collects #14-17, scénariste avec Shannon Watters et Brooke Allen, 112 pages, 2016)
  - Volume 5: Band Together (includes #13, scénariste avec Shannon Watters et Brooke Allen, 116 pages, 2016)
- Sleepy Hollow 4 #1–4 (4-chapitres, série limitée, novembre 2014–janvier 2015)
  - Sleepy Hollow: Volume 1 (112 pages, 2015) compilation de :
    - "Movie Night" (dans #1, 2014)
    - "At the Fair" (dans #2, 4, 2014)
    - "Shopping" (dans #3, 2015)

### Marvel Comics
- Runaways vol. 4 #1–4 (4-chapitres, série limitée, août–novembre 2015)
  - Battleworld (120 pages, 2015) compilation de :
    - "Doomed Youth" (scénariste avec Sanford Greene, dans #1–4, 2015)
- "Thor" (scénariste avec Marguerite Sauvage, dans Thor Annual #1, April 2015, compilé dans le Volume 2: Who Holds the Hammer?, 136 pages, 2015)

### DC Comics
- "Wonder World" (dessinateur avec James Tynion IV, dans Sensation Comics Featuring Wonder Woman #23–24, février 2015, compilé dans le Volume 2, 144 pages, 2015)

## Filmographie

### Film
| Titre        | Année | Crédité en tant que | Crédité en tant que | Crédité en tant que | Role | Notes                          |
| Titre        | Année | Scénariste          | Producteur exécutif | Animation/Art       | Role | Notes                          |
| ------------ | ----- | ------------------- | ------------------- | ------------------- | ---- | ------------------------------ |
| Ron débloque | 2021  | Oui                 | Non                 | Non                 |      | Avec Andy Riley et Kevin Cecil |

### Séries TV
| Titre                                       | Année     | Crédité en tant que | Crédité en tant que | Crédité en tant que | Role                      | Notes             |
| Titre                                       | Année     | Scénariste          | Producteur exécutif | Animation/Art       | Role                      | Notes             |
| ------------------------------------------- | --------- | ------------------- | ------------------- | ------------------- | ------------------------- | ----------------- |
| Bravest Warriors                            | 2014      | Oui                 | Non                 | Non                 |                           |                   |
| Wander                                      | 2015–2016 | Oui                 | Non                 | Oui                 |                           | Peintre de décors |
| Raiponce, la série                          | 2017      | Oui                 | Non                 | Non                 |                           |                   |
| Lego Star Wars: Les Aventures des Freemaker | 2017      | Oui                 | Non                 | Non                 |                           |                   |
| La Bande à Picsou                           | 2017      | Oui                 | Non                 | Non                 |                           |                   |
| Critical Role                               | 2017–2022 | NC                  | Non                 | Non                 | lui-même, Tova, Peter Pan | 5 épisodes        |
| Baymax et les Nouveaux Héros                | 2018      | Oui                 | Non                 | Non                 |                           |                   |
| She-Ra et les Princesses au pouvoir         | 2018–2020 | Oui                 | Oui                 | Non                 | Spinnerella (voix)        | Développeur       |

## Récompenses et nominations
| Année | Organisation                       | Prix                    | Catégorie                                             | Œuvre       | Résultat                                                         | Ref.   |
| ----- | ---------------------------------- | ----------------------- | ----------------------------------------------------- | ----------- | ---------------------------------------------------------------- | ------ |
| 2012  | Center for Cartoon Studies / Slate | Cartoonist Studio Prize | Best Web Comic of the Year                            | Nimona      | Lauréat                                                          | [ 10 ] |
| 2015  | SFWA                               | Nebula Award            | Prix Andre Norton - YA Science-fiction et Fantasy     | Nimona      | Nomination                                                       | [ 53 ] |
| 2015  | San Diego Comic-Con                | Eisner Award            | Meilleure nouvelle série                              | Lumberjanes | Lauréat (avec Shannon Waters, Grace Ellis, et Brooklyn A. Allen) | [ 54 ] |
| 2015  | San Diego Comic-Con                | Eisner Award            | Meilleure publication pour adolescents                | Lumberjanes | Lauréat (avec Shannon Waters, Grace Ellis, et Brooklyn A. Allen) | [ 54 ] |
| 2015  | San Diego Comic-Con                | Eisner Award            | Meilleur webcomic                                     | Nimona      | Nomination                                                       | [ 55 ] |
| 2015  | National Book Foundation           | National Book Award     | Littérature pour jeunes adultes (YA)                  | Nimona      | Finaliste                                                        | [ 56 ] |
| 2016  | Harvey Awards Executive Committee  | Harvey Award            | Meilleur bande dessinée originale pour jeunes lecteur | Lumberjanes | Lauréat (avec Shannon Waters et Grace Ellis)                     | [ 57 ] |
| 2016  | GLAAD                              | GLAAD Media Award       | Bande dessinée exceptionnelle                         | Lumberjanes | Lauréat (avec Shannon Waters et Kat Leyh)                        | [ 58 ] |
| 2016  | San Diego Comic-Con                | Eisner Award            | Meilleur album graphique : réimpression               | Nimona      | Lauréat                                                          | [ 54 ] |